# Bethesda Fountain
La Bethesda Fountain (en català: Font de Bethesda) està situada al centre de l'esplanada Bethesda Terrace a Central Park, al barri de Manhattan a la ciutat de Nova York.

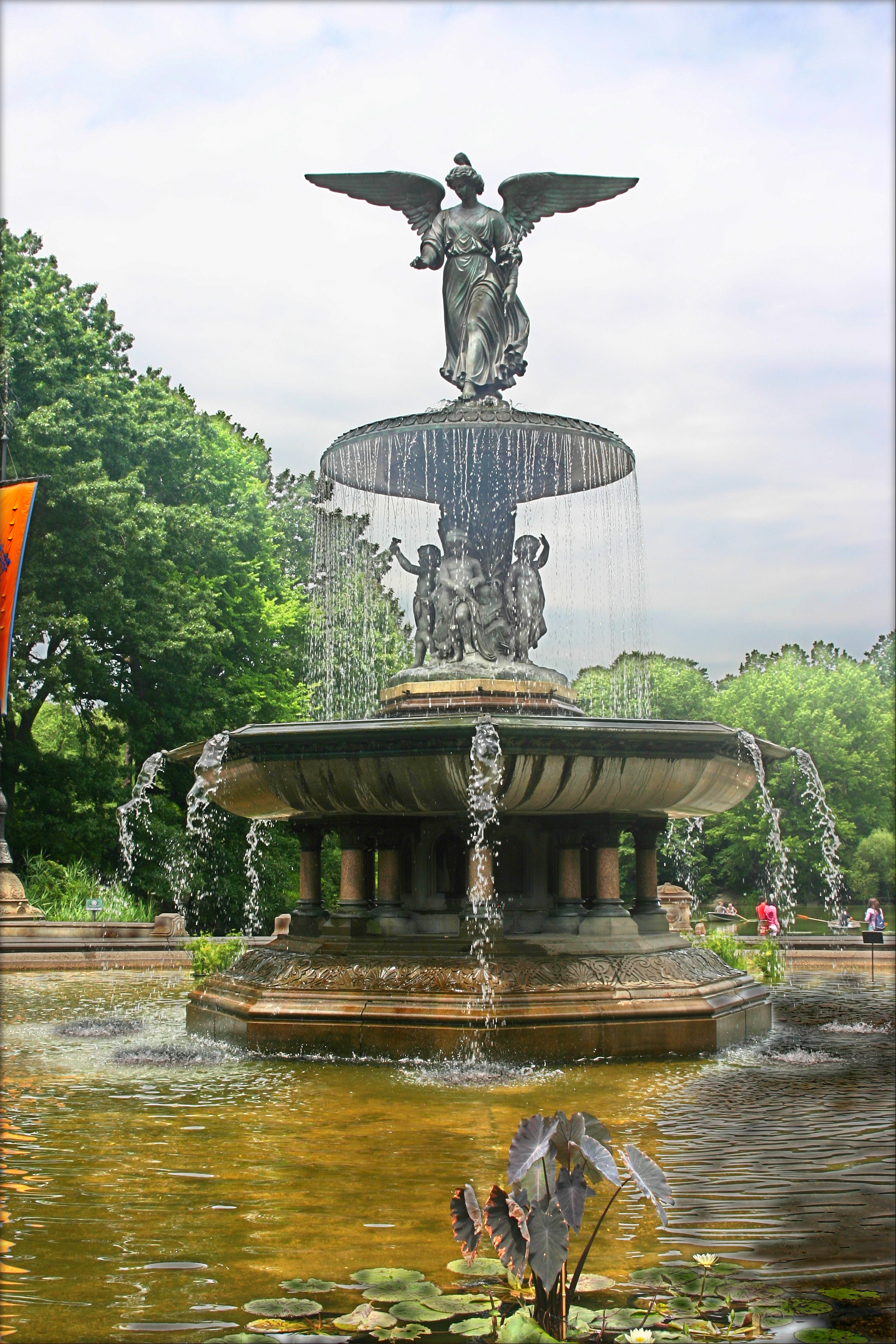
Bethesda Fountain

L'escultura de la font ha estat dissenyada el 1868 per Emma Stebbins (1815-1882) i inaugurada el 1873. Stebbins era la primera dona a realitzar un projecte artístic per a la ciutat de Nova York. Els quatre querubins representen de la part inferior les virtuts: la temprança, la puresa, la prosperitat i la pau. L'obra és coronat per un àngel, anomenat Angel of the Water (àngel de les aigües) en record al sistema d'aigua potable, «Croton water system», estrenat el 1842. S'inspira en un passatge de l'Evangeli segons Joan, capítol 5, que descriui un àngel beneint la piscina de Bethesda a Jerusalem. És la única obra escultural del parc.